# Hunaganahalli, Heggadadevankote
Hunaganahalli là một làng thuộc tehsil Heggadadevankote, huyện Mysore, bang Karnataka, Ấn Độ.